# Major League Baseball 2015
La stagione 2015 della Major League Baseball si è aperta il 5 aprile 2015 a Chicago, con la partita tra St. Louis Cardinals e Chicago Cubs. Al termine della stagione regolare, gli spettatori sono stati 73 760 020, con una media di 30 366 spettatori per incontro.
Le World Series 2015 si sono svolte dal 27 ottobre al 1º novembre e hanno visto la vittoria dei Kansas City Royals per quattro gare a una contro i New York Mets.

## Regular Season

### American League
East Division
| # | Squadra           | Vittorie | Sconfitte | Perc. | Diff. |
| - | ----------------- | -------- | --------- | ----- | ----- |
| 1 | Toronto Blue Jays | 93       | 69        | .574  | —     |
| 2 | New York Yankees  | 87       | 75        | .537  | 6.0   |
| 3 | Baltimore Orioles | 81       | 81        | .500  | 12.0  |
| 4 | Tampa Bay Rays    | 80       | 82        | .494  | 13.0  |
| 5 | Boston Red Sox    | 78       | 84        | .481  | 15.0  |

Central Division
| # | Squadra            | Vittorie | Sconfitte | Perc. | Diff. |
| - | ------------------ | -------- | --------- | ----- | ----- |
| 1 | Kansas City Royals | 95       | 67        | .586  | —     |
| 2 | Minnesota Twins    | 83       | 79        | .512  | 12.0  |
| 3 | Cleveland Indians  | 81       | 80        | .503  | 13.5  |
| 4 | Chicago White Sox  | 76       | 86        | .469  | 19.0  |
| 5 | Detroit Tigers     | 74       | 87        | .460  | 20.5  |

West Division
| # | Squadra            | Vittorie | Sconfitte | Perc. | Diff. |
| - | ------------------ | -------- | --------- | ----- | ----- |
| 1 | Texas Rangers      | 88       | 74        | .543  | —     |
| 2 | Houston Astros     | 86       | 76        | .531  | 2.0   |
| 3 | Los Angeles Angels | 85       | 77        | .525  | 3.0   |
| 4 | Seattle Mariners   | 76       | 86        | .469  | 12.0  |
| 5 | Oakland Athletics  | 68       | 94        | .420  | 20.0  |

     Vincitore Division
     Wild Card

### National League
East Division
| # | Squadra               | Vittorie | Sconfitte | Perc. | Diff. |
| - | --------------------- | -------- | --------- | ----- | ----- |
| 1 | New York Mets         | 90       | 72        | .556  | —     |
| 2 | Washington Nationals  | 83       | 79        | .512  | 7.0   |
| 3 | Miami Marlins         | 71       | 91        | .438  | 19.0  |
| 4 | Atlanta Braves        | 67       | 95        | .414  | 23.0  |
| 5 | Philadelphia Phillies | 63       | 99        | .389  | 27.0  |

Central Division
| # | Squadra             | Vittorie | Sconfitte | Perc. | Diff. |
| - | ------------------- | -------- | --------- | ----- | ----- |
| 1 | St. Louis Cardinals | 100      | 62        | .617  | —     |
| 2 | Pittsburgh Pirates  | 98       | 64        | .605  | 2.0   |
| 3 | Chicago Cubs        | 97       | 65        | .599  | 3.0   |
| 4 | Milwaukee Brewers   | 68       | 94        | .420  | 32.0  |
| 5 | Cincinnati Reds     | 64       | 98        | .395  | 36.0  |

West Division
| # | Squadra              | Vittorie | Sconfitte | Perc. | Diff. |
| - | -------------------- | -------- | --------- | ----- | ----- |
| 1 | Los Angeles Dodgers  | 92       | 70        | .568  | —     |
| 2 | San Francisco Giants | 84       | 78        | .519  | 8.0   |
| 3 | Arizona Diamondbacks | 79       | 83        | .488  | 13.0  |
| 4 | San Diego Padres     | 74       | 88        | .457  | 18.0  |
| 5 | Colorado Rockies     | 68       | 94        | .420  | 24.0  |

     Vincitore Division
     Wild Card

### All-Star Game

Logo del Major League Baseball All-Star Game 2015

L'All-Star Game si è tenuto il 14 luglio al Great American Ball Park di Cincinnati.

### Record Individuali

#### American League
Battitori
| Stat. | Giocatore      | Squadra           | Tot. |
| ----- | -------------- | ----------------- | ---- |
| AVG   | Miguel Cabrera | Detroit Tigers    | .338 |
| HR    | Chris Davis    | Baltimore Orioles | 47   |
| RBI   | Josh Donaldson | Toronto Blue Jays | 123  |
| R     | Josh Donaldson | Toronto Blue Jays | 122  |
| H     | José Altuve    | Houston Astros    | 200  |
| SB    | José Altuve    | Houston Astros    | 38   |

Lanciatori
| Stat. | Giocatore      | Squadra                          | Tot.  |
| ----- | -------------- | -------------------------------- | ----- |
| W     | Dallas Keuchel | Houston Astros                   | 20    |
| L     | Corey Kluber   | Cleveland Indians                | 16    |
| ERA   | David Price    | Detroit Tigers Toronto Blue Jays | 2.45  |
| K     | Chris Sale     | Chicago White Sox                | 274   |
| IP    | Dallas Keuchel | Houston Astros                   | 232.0 |
| SV    | Brad Boxberger | Tampa Bay Rays                   | 41    |

#### National League
Battitori
| Stat. | Giocatore     | Squadra              | Tot. |
| ----- | ------------- | -------------------- | ---- |
| AVG   | Dee Gordon    | Miami Marlins        | .333 |
| HR    | Bryce Harper  | Washington Nationals | 42   |
| HR    | Nolan Arenado | Colorado Rockies     | 42   |
| RBI   | Nolan Arenado | Colorado Rockies     | 130  |
| R     | Bryce Harper  | Washington Nationals | 78   |
| H     | Dee Gordon    | Miami Marlins        | 205  |
| SB    | Dee Gordon    | Miami Marlins        | 58   |

Lanciatori
| Stat. | Giocatore       | Squadra             | Tot.  |
| ----- | --------------- | ------------------- | ----- |
| W     | Jake Arrieta    | Chicago Cubs        | 22    |
| L     | Shelby Miller   | Atlanta Braves      | 17    |
| ERA   | Zack Greinke    | Los Angeles Dodgers | 1.66  |
| K     | Clayton Kershaw | Los Angeles Dodgers | 301   |
| IP    | Clayton Kershaw | Los Angeles Dodgers | 232.2 |
| SV    | Mark Melancon   | Pittsburgh Pirates  | 51    |

## Postseason

### Tabellone
|  | Division Series | Division Series     | Division Series   |               |                   | League Championship Series | League Championship Series | League Championship Series |  |  | World Series | World Series       | World Series |
|  |                 |                     |                   |               |                   |                            |                            |                            |  |  |              |                    |              |
|  | 1               | Kansas City Royals  | 3                 |               |                   |                            |                            |                            |  |  |              |                    |              |
|  | 5               | Houston Astros      | 2                 |               |                   |                            |                            |                            |  |  |              |                    |              |
|  | 5               | Houston Astros      | 2                 |               | 1                 | Kansas City Royals         | 4                          |                            |  |  |              |                    |              |
|  | American League |                     |                   |               | 1                 | Kansas City Royals         | 4                          |                            |  |  |              |                    |              |
|  |                 | 2                   | Toronto Blue Jays | 2             |                   |                            |                            |                            |  |  |              |                    |              |
|  | 2               | 2                   | Toronto Blue Jays | 2             | Toronto Blue Jays | 3                          |                            |                            |  |  |              |                    |              |
|  | 2               |                     |                   |               | Toronto Blue Jays | 3                          |                            |                            |  |  |              |                    |              |
|  | 3               | Texas Rangers       | 2                 |               |                   |                            |                            |                            |  |  |              |                    |              |
|  |                 |                     |                   |               |                   |                            |                            |                            |  |  | AL1          | Kansas City Royals | 4            |
|  |                 |                     | NL2               | New York Mets | 1                 |                            |                            |                            |  |  |              |                    |              |
|  | 1               | St. Louis Cardinals | 1                 |               |                   |                            |                            |                            |  |  |              |                    |              |
|  | 5               | Chicago Cubs        | 3                 |               |                   |                            |                            |                            |  |  |              |                    |              |
|  | 5               | Chicago Cubs        | 3                 |               | 5                 | Chicago Cubs               | 0                          |                            |  |  |              |                    |              |
|  | National League |                     |                   |               | 5                 | Chicago Cubs               | 0                          |                            |  |  |              |                    |              |
|  |                 | 3                   | New York Mets     | 4             |                   |                            |                            |                            |  |  |              |                    |              |
|  | 2               | 3                   | New York Mets     | 4             | LA Dodgers        | 2                          |                            |                            |  |  |              |                    |              |
|  | 2               |                     |                   |               | LA Dodgers        | 2                          |                            |                            |  |  |              |                    |              |
|  | 3               | New York Mets       | 3                 |               |                   |                            |                            |                            |  |  |              |                    |              |

### Wild Card Game
American League
| Squadra          | 1 | 2 | 3 | 4 | 5 | 6 | 7 | 8 | 9 | R | H | E |
| ---------------- | - | - | - | - | - | - | - | - | - | - | - | - |
| Houston Astros   | 0 | 1 | 0 | 1 | 0 | 0 | 1 | 0 | 0 | 3 | 5 | 0 |
| New York Yankees | 0 | 0 | 0 | 0 | 0 | 0 | 0 | 0 | 0 | 0 | 3 | 0 |

National League
| Squadra            | 1 | 2 | 3 | 4 | 5 | 6 | 7 | 8 | 9 | R | H | E |
| ------------------ | - | - | - | - | - | - | - | - | - | - | - | - |
| Chicago Cubs       | 1 | 0 | 2 | 0 | 1 | 0 | 0 | 0 | 0 | 4 | 7 | 1 |
| Pittsburgh Pirates | 0 | 0 | 0 | 0 | 0 | 0 | 0 | 0 | 0 | 0 | 4 | 1 |

### Division Series
American League
| Data                                        | Squadra di casa    | Squadra ospite     | Ris. |
| ------------------------------------------- | ------------------ | ------------------ | ---- |
| 8 ottobre                                   | Kansas City Royals | Houston Astros     | 2-5  |
| 9 ottobre                                   | Kansas City Royals | Houston Astros     | 5-4  |
| 11 ottobre                                  | Houston Astros     | Kansas City Royals | 4-2  |
| 12 ottobre                                  | Houston Astros     | Kansas City Royals | 6-9  |
| 14 ottobre                                  | Kansas City Royals | Houston Astros     | 7-2  |
| Kansas City Royals (3) - Houston Astros (2) |                    |                    |      |

| Data                                      | Squadra di casa   | Squadra ospite    | Ris. |
| ----------------------------------------- | ----------------- | ----------------- | ---- |
| 8 ottobre                                 | Toronto Blue Jays | Texas Rangers     | 3-5  |
| 9 ottobre                                 | Toronto Blue Jays | Texas Rangers     | 4-6  |
| 11 ottobre                                | Texas Rangers     | Toronto Blue Jays | 1-5  |
| 12 ottobre                                | Texas Rangers     | Toronto Blue Jays | 4-8  |
| 14 ottobre                                | Toronto Blue Jays | Texas Rangers     | 6-3  |
| Toronto Blue Jays (3) - Texas Rangers (2) |                   |                   |      |

National League
| Data                                       | Squadra di casa     | Squadra ospite      | Ris. |
| ------------------------------------------ | ------------------- | ------------------- | ---- |
| 9 ottobre                                  | St. Louis Cardinals | Chicago Cubs        | 4-0  |
| 10 ottobre                                 | St. Louis Cardinals | Chicago Cubs        | 3-6  |
| 12 ottobre                                 | Chicago Cubs        | St. Louis Cardinals | 8-6  |
| 13 ottobre                                 | Chicago Cubs        | St. Louis Cardinals | 6-4  |
| Chicago Cubs (3) - St. Louis Cardinals (1) |                     |                     |      |

| Data                                        | Squadra di casa     | Squadra ospite      | Ris. |
| ------------------------------------------- | ------------------- | ------------------- | ---- |
| 9 ottobre                                   | Los Angeles Dodgers | New York Mets       | 1-3  |
| 10 ottobre                                  | Los Angeles Dodgers | New York Mets       | 5-2  |
| 12 ottobre                                  | New York Mets       | Los Angeles Dodgers | 13-7 |
| 13 ottobre                                  | New York Mets       | Los Angeles Dodgers | 1-3  |
| 15 ottobre                                  | Los Angeles Dodgers | New York Mets       | 2-3  |
| New York Mets (3) - Los Angeles Dodgers (2) |                     |                     |      |

### League Championship Series
American League
| Data                                           | Squadra di casa    | Squadra ospite     | Ris. |
| ---------------------------------------------- | ------------------ | ------------------ | ---- |
| 16 ottobre                                     | Kansas City Royals | Toronto Blue Jays  | 5-0  |
| 17 ottobre                                     | Kansas City Royals | Toronto Blue Jays  | 6-3  |
| 19 ottobre                                     | Toronto Blue Jays  | Kansas City Royals | 11-8 |
| 20 ottobre                                     | Toronto Blue Jays  | Kansas City Royals | 2-14 |
| 21 ottobre                                     | Toronto Blue Jays  | Kansas City Royals | 7-1  |
| 23 ottobre                                     | Kansas City Royals | Toronto Blue Jays  | 4-3  |
| Kansas City Royals (4) - Toronto Blue Jays (2) |                    |                    |      |

National League
| Data                                 | Squadra di casa | Squadra ospite | Ris. |
| ------------------------------------ | --------------- | -------------- | ---- |
| 17 ottobre                           | New York Mets   | Chicago Cubs   | 4-2  |
| 18 ottobre                           | New York Mets   | Chicago Cubs   | 4-1  |
| 20 ottobre                           | Chicago Cubs    | New York Mets  | 2-5  |
| 21 ottobre                           | Chicago Cubs    | New York Mets  | 3-8  |
| New York Mets (4) - Chicago Cubs (0) |                 |                |      |

### World Series

Logo delle World Series 2015

| Data                                      | Squadra di casa    | Squadra ospite     | Risultato | Note          |
| ----------------------------------------- | ------------------ | ------------------ | --------- | ------------- |
| 27 ottobre                                | Kansas City Royals | New York Mets      | 5-4       | [ 17 ] [ 18 ] |
| 28 ottobre                                | Kansas City Royals | New York Mets      | 7-1       | [ 17 ] [ 19 ] |
| 30 ottobre                                | New York Mets      | Kansas City Royals | 9-3       | [ 17 ] [ 20 ] |
| 31 ottobre                                | New York Mets      | Kansas City Royals | 3-5       | [ 17 ] [ 21 ] |
| 1º novembre                               | New York Mets      | Kansas City Royals | 2-7       | [ 17 ] [ 22 ] |
| I Kansas City Royals vincono la serie 4-1 |                    |                    |           |               |

## Premi
Miglior giocatore della stagione
|    | Giocatore      | Squadra              |
| -- | -------------- | -------------------- |
| AL | Josh Donaldson | Toronto Blue Jays    |
| NL | Bryce Harper   | Washington Nationals |

Rookie dell'anno
|    | Giocatore     | Squadra        |
| -- | ------------- | -------------- |
| AL | Carlos Correa | Houston Astros |
| NL | Kris Bryant   | Chicago Cubs   |

Cy Young Award
|    | Giocatore      | Squadra        |
| -- | -------------- | -------------- |
| AL | Dallas Keuchel | Houston Astros |
| NL | Jake Arrieta   | Chicago Cubs   |

Miglior giocatore delle World Series
| Giocatore      | Squadra            |
| -------------- | ------------------ |
| Salvador Pérez | Kansas City Royals |